# Upside Down (película)
Un amor entre dos mundos (Upside Down) es una película franco-canadiense escrita y dirigida por Juan Diego Solanas y protagonizada por Jim Sturgess y Kirsten Dunst.

## Sinopsis
Adam (Jim Sturgess) es además de huérfano, un tipo ordinario en un universo extraordinario. Vive de manera humilde con lo que gana, pero su espíritu romántico sostiene en la memoria a una chica que conoció una vez en otro mundo, un lugar que existe justo encima de él, más allá de su alcance. Su flirteo de la infancia será un amor imposible, pero cuando ve a esa misma chica, Eden (Kirsten Dunst), en la televisión, ninguna ley ni ciencia le impedirá reencontrar el camino para estar junto a ella.

## Reparto
- Jim Sturgess como Adam.
- Kirsten Dunst como Eden.
- Timothy Spall como Bob Boruchowitz.
- Jayne Heitmeyer como Ejecutivo.
- Blu Mankuma como Albert.

## Lanzamiento
La película fue distribuida en Francia por Warner Bros.